# Julie Gibson
Julie Gibson, nome artístico de Gladys Camille Soray (Lewiston, 6 de setembro de 1913 – Los Angeles, 2 de outubro de 2019), foi uma atriz e cantora estadunidense.

## Vida artística
Natural de Lewiston, começou a carreira como cantora em orquestras e no rádio. Em 1941, estreou no cinema, atuando em dois filmes no mesmo ano: Nice Girl? e The Feminine Touch. 
Sua próximas atuações de destaques foram nos filmes Three Smart Saps e Sock-a-Bye Baby (1942, filmes dos Três Patetas), The Contender (1944), Lucky Cowboy (1944), Chick Carter, Detective (1946), Bowery Buckaroos (1947) e Are You with It? (1948).
Nos anos de 1950, seus principais trabalhos foram para a televisão e na década seguinte (1960), foi preparadora de atores, quando era contratada para ensinar sotaques aos personagens, como ensinar atores italianos e franceses a falar como ingleses.
Seu último trabalho como atriz, antes de se aposentar, foi no seriado de televisão da CBS, Family Affair (1966-1971), quando participou de seis episódios.
Gibson morreu enquanto dormia em North Hollywood, Los Angeles, em 2 de outubro de 2019, aos 106 anos.